# Avia B-135
L'Avia B-135 (designazione RLM Avia Av 135) era un caccia monomotore, monoposto ad ala bassa prodotto dall'azienda cecoslovacca Avia nei tardi anni trenta ed utilizzato dalla Vazhdushnite na Negovo Velichestvo Voiski, l'aeronautica militare del Regno di Bulgaria, durante la seconda guerra mondiale.

## Storia del progetto
Il caccia Avia B-135 venne progettato dall'ingegner František Novotný come un derivato del terzo prototipo del precedente Avia B-35. Il B-35/3 era simile ai primi due prototipi, ma disponeva di un carrello di atterraggio retrattile, con le gambe principali che si piegavano all'esterno rientrando nell'ala, e montava un propulsore Hispano-Suiza 12Y dotato di cannone da 20 mm sparante dal mozzo dell'elica. Nel marzo 1939 la Repubblica di Cecoslovacchia si sciolse, mentre il B-35/3 era ancora in costruzione, la Slovacchia si dichiarò stato indipendente, mentre la Boemia e la Moravia divennero protettorati della Germania. Nonostante ciò i piani per esibire l'aereo al Salone di Bruxelles furono portati avanti lo stesso.
Il prototipo fu esibito nel settore riservato al "German Protectorate", al Salon de l'Aéronautique presso il Palais du Centenaire, Bruxelles, nel luglio 1939. Quando fu esibito al Salone il velivolo non aveva mai volato, ed era considerato il definitivo prototipo del successivo caccia Avia B-135. Al suo ritorno a Čakovice, nell'agosto 1939, l'aereo incominciò il previsto programma di prove di volo. Nel frattempo il governo bulgaro aveva dimostrato interesse nel velivolo ed il suo sviluppo continuò con la costruzione di un ulteriore prototipo, designato B-135/l (matricola D-IBPP), che differiva dal B-35/3 solamente per avere il bordo dell'ala curvo sostituito da uno diritto. Il B-135/1 era equipaggiato con un propulsore Hispano-Suiza 12Ydrs, mentre il piano per produrre su licenza il più potente Hispano-Suiza 12Y-37 venne abbandonato.

## Tecnica
Monoplano ad ala bassa, provvista di ipersostentatori, di costruzione interamente in alluminio ad eccezione dei piani di coda rivestiti in tela. Il carrello d'atterraggio era triciclo posteriore retrattile, con ruotino di coda sterzabile.
Monomotore, dotato di un propulsore a V sovralimentato Hispano-Suiza 12Ydrs, a 12 cilindri, raffreddati a liquido, erogante la potenza di 650 hp a 0 m e 850 hp (625 kW), disponibili per 30 minuti, a 3 100 m ed azionante un'elica tripala metallica.
Il velivolo era un monoposto ad abitacolo chiuso, riscaldato e dotato di radio.
L'armamento si basava su un cannone Oerlikon MG FF calibro 20 mm e due mitragliatrici Ckm wz.30 calibro 7,92 mm.

## Impiego operativo
Il prototipo B-135/1 aveva attirato l'attenzione degli ufficiali dell'Aeronautica militare bulgara che visitavano gli stabilimenti dell'Avia. Il governo bulgaro emise un ordine per la costruzione di 12 caccia e 62 motori, acquisendo simultaneamente la licenza di produzione per 50 cellule supplementari da costruirsi presso la DAR, con la designazione DAR 11 Ljastuvka. 
L'ordine relativo ai dodici aerei di costruzione Avia venne espletato nel 1941, ma la licenza di produzione non fu mai usata. Gli stabilimenti della DAR si rivelarono incapaci di produrre l'aereo ed i piani per l'ulteriore produzione furono fermati dal RLM tedesco che sospese le consegne dei motori dopo 35 unità. L'Aeronautica militare bulgara fu incoraggiata a acquistare, in sua vece, il Messerschmitt Bf 109.
Durante il servizio operativo i caccia B-135 furono afflitti da numerosi problemi ai motori e l'aereo venne presto relegato al ruolo di addestratore. Quattro velivoli presero parte al combattimento del 30 marzo 1944 quando intercettarono le formazioni di bombardieri dell'United States Army Air Forces (USAAF) che violarono lo spazio aereo bulgaro dopo avere attaccato le raffinerie di Ploiești, in Romania. Alcune fonti accreditano al tenente Yordan Ferdinandov l'abbattimento di un Consolidated B-24 Liberator quella mattina. Secondo lo studioso Miroslav Bílý quel giorno tutti e quattro i caccia Avia B-135, condotti dal Capitano Atanasov, presero parte all'abbattimento del bombardiere. Secondo il racconto del tenente Yordan Ferdinandov il velivolo abbattuto precipitò nell'area tra Trun e Breznik, in Jugoslavia.

## Versioni
- B-135/1: primo prototipo (D-IBPP) dotato di motore Hispano-Suiza 12Ydrs
- B-135: versione di serie costruita dalla Avia in 12 esemplari per la Vazhdushnite na Negovo Velichestvo Voiski
- DAR 11 Ljastuvka: prevista versione da costruirsi su licenza in Bulgaria, non realizzata.

## Utilizzatori
Bulgaria
- Vazhdushnite na Negovo Velichestvo Voiski